# Poppy
Moriah Rose Pereira (Boston, Massachusetts, 1. siječnja 1995.), poznata pod imenom Poppy, a nekoć kao That Poppy, američka je pjevačica, kantuatorica i YouTuberica. Godine 2014. stekla je internetsku popularnost videozapisima u kojima je glumila androida te komentirala i satirizirala internetsku kulturu i moderno društvo. Početkom te godine potpisala je ugovor s Island Recordsom, a dvije godine poslije objavila je debitantski EP Bubblebath.
Godine 2017. potpisala je ugovor s Mad Decentom i objavila prvi studijski album Poppy.Computer, koji žanrovski pripada art popu i bubblegum popu. Podržala ga je turnejom Poppy.Computer Tour. Iduće je godine objavila prvu epizodu humoristične internetske serije I'm Poppy na YouTube Premiumu i objavila drugi studijski album Am I a Girl?. Na drugoj polovici toga uratka prisutan je snažan utjecaj nu metala.
Godine 2020. potpisala je ugovor sa Sumerian Recordsom i izdala treći studijski album I Disagree, na kojemu je nastavila mijenjati svoj glazbeni stil koristeći se elementima heavy metala i industrial rocka. Određeni su recenzenti opisali tematiku pjesama na tom albumu i popratne glazbene spotove „uznemirujućim”, „nasilnim” i „jezivim”. U lipnju iduće godine objavila je metalcore-EP Eat, koji je snimljen u suradnji s hrvačkom organizacijom WWE i njezinom podružnicom NXT. Na četvrtom studijskom albumu Flux, izdanu tri mjeseca poslije, eksperimentirala je s alternativnim rockom. Njezin peti studijski album Zig objavljen je 2023. i žanrovski pripada dark popu.
Godine 2021. bila je nominirana za nagradu Grammy u kategoriji „Najbolja metal-izvedba” za pjesmu „Bloodmoney”.

## Rani život
Moriah Rose Pereira rođena je 1. siječnja 1995. u Bostonu u saveznoj državi Massachusetts. S obitelji se preselila u Nashville kad joj je bilo 14 godina. U djetinjstvu se željela pridružiti plesnom ansamblu The Rockettes i jedanaest je godina išla na satove plesa dok se naposljetku nije odlučila baviti glazbom. Vršnjaci su je zlostavljali u školi zato što je bila mršava i povučena, zbog čega se naposljetku počela školovati kod kuće. Kad je navršila 18 godina, preselila se u Los Angeles.

## Karijera

### 2011. – 2014.
Prvi je put javno nastupila u kolovozu 2011. na IndieCoveu, gdje je obradila pjesmu Alanis Morissette. Pokrenula je dva kanala na YouTubeu: jedan pod imenom „Moriah Poppy”, koji je naknadno izbrisan, i „Poppy”, kojim se služi i danas. Pjesme je počela pisati 2012., a u to vrijeme nastupila je i na festivalima za poznate osobe s društvenih mreža; u lipnju 2012. nastupila je na VidConu, a godinu dana poslije pojavila se na DigiTourovu festivalu.

### 2015. – 2016.
Godine 2013. preselila se u Los Angeles kako bi se bavila glazbom. Ondje je upoznala redatelja Coreyja Michaela Mixtera, poznata kao Titanic Sinclair, s kojim je izradila nekoliko apstraktnih promidžbenih videozapisa. Ti su videozapisi objavljeni na kanalu na YouTubeu koji se tada zvao „thatPoppyTV”. Premda su 2019. prestali biti partneri, na tom se kanalu i dalje objavljuju videozapisi. Godine 2015. potpisala je ugovor s Island Records dok se služila umjetničkim imenom That Poppy i u lipnju te godine objavila je prvi singl „Everybody Wants to Be Poppy”. U studenome 2015. nastupila je na Corona Capital Festivalu. Mjesec dana poslije objavila je pjesmu „Lowlife”, a njezin prvi EP Bubblebath, koji sadrži četiri pop-pjesme, Island Records objavio je 2016. U kolovozu te godine na svojem je kanalu na YouTubeu objavila nekoliko reklama za tvornicu obuće Steve Madden.
Dana 17. listopada 2016. objavila je album ambijentalne glazbe 3:36 (Music to Sleep To), koji je snimila u suradnji s Titanicom Sinclairom i stručnjacima za polisomnografiju s Medicinskog fakulteta Vašingtonskog sveučilišta.
U studenome 2016. pojavila se u reklamama za modnu kolekciju „Hello Sanrio” japanske tvrtke Sanrio.

### 2017. – 2018.
U veljači 2017. pojavila se u glavnoj ulozi u internetskoj seriji Comedy Centrala Internet Famous with Poppy. U rujnu te godine osvojila je nagradu Streamy za najboljeg novog izvođača.
Njezin je debitantski studijski album Poppy.Computer objavljen 6. listopada 2017., a izdao ga je Mad Decent. Njezina je prva koncertna turneja počela 19. listopada 2017. u Vancouveru. U studenome te godine izjavila je da će njezin drugi stuijski album „uskoro biti gotov” i da će ga dovršiti u Japanu.
Godine 2017. prvi se put pojavila u YouTube Rewindu. U ožujku 2018. nastupila je na Popspringu, japanskom festivalu pop-glazbe.
Dana 17. travnja 2018. bivša Sinclairova partnerica Mars Argo pokrenula je sudski postupak protiv Sinclaira i Poppy zbog navodnog kršenja autorskih prava; izjavila je da je Sinclair oblikovao internetski lik Poppy na temelju njezina lika te da ju je emocionalno i fizički zlostavljao nakon što su prestali surađivati i napustili projekt. Dana 7. svibnja Poppy je u javnom priopćenju postupak nazvala „neozbiljnim” i izjavila je da Argo pokušava manipulirati njome. Također je izjavila da je riječ o „reklamnoj kampanji” i „očajničkom gladi za slavom”. Uključene strane nagodile su se 14. rujna izvan suda i „nikakav novac nije prešao u tuđe ruke”. Parnica protiv Poppy naposljetku je obustavljena.
U srpnju 2018. Poppy je objavila obradu pjesme „Metal” Garyja Numana na svim digitalnim platformama. Dana 27. srpnja 2018. objavila je „In a Minute”, prvi singl s albuma Am I a Girl?, koji je objavljen 31. listopada te godine. „Time Is Up”, pjesmu na kojoj gostuje američki DJ Diplo, objavila je 22. kolovoza 2018. kao drugi singl. U listopadu je objavila još tri singla: „Fashion After All”, „Hard Feelings” i „X”. Na albumu se nalazi i pjesma „Play Destroy”, suradnja s kanadskom pjevačicom Grimes. Ubrzo nakon objave albuma Poppy je izjavila da ju je Grimes maltretirala tijekom rada na toj pjesmi:
Poppy je te godine počela najavljivati novi projekt i sajt Poppy.Church. Sajt više nije aktivan. Nakon što je 2017. osvojila nagradu za najboljeg novog izvođača, Poppy je 2018. dodjeljivala nagrade Streamy. Njezina obrada pjesme „Metal” pojavila se u videoigri WWE 2K20.

### 2019. – 2020.
Dana 8. siječnja 2019. Poppy je najavila svoj crtani roman Genesis 1; Z2 Comics objavio ga je 10. srpnja. Na sajtu Z2 Comicsa opisan je ovako: „Je li to djevojka? Je li to stroj? Hoće li otkupiti čovječanstvo ili ga odvesti u propast? Ne bojte se – u svakom slučaju, ona je Poppy... a vi volite Poppy. Pogledajte kako je nastao taj internetski fenomen u ovom originalnom crtanom romanu uz koji je priložen ekskluzivni novi album.” Roman su napisali Poppy, Sinclair i Ryan Cady, a ilustrirali su ga Masa Minoura i Ian McGinty. U intervjuu s Gigwiseom Poppy je izjavila da je I C U: Music to Read To, uradak priložen uz crtani roman, album ambijentalne glazbe za slušanje tijekom čitanja.
Dana 23. siječnja 2019. objavljeno je da će se Poppy pojaviti u glavnoj ulozi u   filmu A Jester's Tale. Riječ je o interaktivnom iskustvu proširene stvarnosti čiji je autor Asad J. Malik. Premijerno je prikazan na Sundanceovu filmskom festivalu. Priča tog filma „vodi gledatelje u dječju sobu kako bi upoznali nekoliko holograma”. Iste je godine izjavila da planira snimiti film i pokrenuti vlastitu platformu za streaming. Krajem svibnja 2019. objavila je pjesmu „Scary Mask”, na kojoj je surađivala s američkim rock-sastavom Fever 333. Ta se pjesma pojavila na njezinu drugom EP-u Choke, objavljenu 28. lipnja 2019.
„Concrete”, prvi singl s njezina trećeg studijskog albuma I Disagree, objavljen je 22. kolovoza 2019. Naslovna pjesma s tog albuma objavljena je 4. listopada kao drugi singl, a sam se album od tog datuma mogao prednaručiti. Taj uradak, poput Chokea i druge polovice albuma Am I a Girl?, sadrži elemente heavy metala. Pjesma „Bloodmoney” objavljena je 6. studenoga 2019. kao treći singl s albuma, a četvrti singl „Fill the Crown” izdan je 11. prosinca 2019. „Anything Like Me”, posljednji singl s albuma, objavljen je 10. siječnja 2020. uz popratni glazbeni spot. Istog je datuma Sumerian Records objavio i sam album.
U prosincu 2019. potvrđeno je da Poppy i Sinclair više neće surađivati. Optužila ga je da idealizira samoubojstvo i da time manipulira njome. U osvrtu na govorkanja među obožavateljima da u nekim videozapisima „potajno traži pomoć” izjavila je da to nije bilo namjerno, ali da su ipak odrazili djelić stvarnosti i da su „ljudi na internetu to prije primijetili” nego ona. Međutim, Poppy nikad nije javno povukla ono što je rekla o optužbama Mars Argo i tvrdi da je Sinclair „nikad nije kontrolirao”. Dana 28. siječnja 2020. najavila je svoj drugi crtani roman Poppy's Inferno; napisala ga je s Ryanom Cadyjem, a ilustrirali su ga Zoe Thorogood i Amilcar Pinna. Nakon višekratnih odgoda zbog pandemije koronavirusa roman je naposljetku objavljen 20. listopada uz soundtrack Music to Scream To. Dana 3. lipnja 2020. objavila je obradu pjesme „All the Things She Said” skupine t.A.T.u. Nedugo nakon toga objavljena je pjesma „Khaos x4” uz najavu luksuznog izdanja albuma I Disagree pod imenom I Disagree (more); ta je inačica uratka objavljena 14. kolovoza 2020. Njezin božićni EP A Very Poppy Christmas pušten je u prodaju 1. prosinca 2020.

### 2020. – 2022.
Krajem 2020. izjavila je da radi na novom albumu i da će se „po zvuku posve razlikovati” od prethodnoga.
Dana 14. ožujka 2021. njezina je pjesma „Bloodmoney” nominirana za nagradu Grammy za najbolju metal-izvedbu, zbog čega je postala prva samostalna glazbenica nominirana za nagradu u toj kategoriji. Na dodjeli nagrada Grammy premijerno je izvela pjesmu „Eat”. Nakon što je 9. travnja 2021. premijerno izvela pjesmu „Say Cheese” za WWE NXT, ta je pjesma 21. travnja 2021. postala službena uvodna pjesma te emisije.
Dana 26. svibnja 2021. objavila je obradu pjesme „Fear of Dying” skupine Jack Off Jill.
Pjesme „Eat” i „Say Cheese” objavljene su na njezinu prethodno nenajavljenu četvrtom EP-u Eat (NXT Soundtrack), koji je izdan 8. lipnja 2021. Dana 30. lipnja 2021. objavila je pjesmu „Her” kao glavni singl s četvrtog studijskog albuma Flux. Naslovnu je pjesmu izdala 29. srpnja 2021. i istog je datuma izjavila da će album biti objavljen 24. rujna 2021. Treći singl „So Mean” objavljen je 25. kolovoza 2021. uz popratni glazbeni spot.
Poppy i Sumerian Records u dogovoru s Robloxom organizirali su javno slušanje Fluxa na toj igraćoj platformi. Pjesme s uratka od 24. do 26. rujna 2021. mogle su se čuti u devet Robloxovih igara.
Poppy je 11. siječnja 2022. objavila pjesmu „3.14”. Tog je mjeseca također izjavila da će otići na turneju Never Find My Place Tour; turneja je počela 8. ožujka u kalifornijskom gradu Sacramentu, a završila je 30. studenoga u Glasgowu.
Dana 27. kolovoza 2022. na Reading Festivalu premijerno je izvela pjesmu „FYB”, što je pokrata za „Fuck You Back”, a istog je dana najavila EP Stagger, koji je izdan 14. listopada 2022. Pjesma „FYB” objavljena je 23. rujna 2022. kao glavni singl s tog EP-a. Također je objavljeno da će joj taj EP biti prvi i posljednji uradak za Republic i Lava Records. Glazbeni spot za pjesmu „Stagger” objavljen je istog dana kad i sam EP.

### 2022. – danas
U prosincu 2022. izjavila je da radi na petom studijskom albumu. U ožujku 2023. najavila je pjesmu „Church Outfit”, koju je Sumerian Records objavio 4. travnja 2023. Dana 5. travnja izjavila je da će otići na zajedničku turneju Godless/Goddess Tour s pop rock-sastavom Pvris. Ta je turneja počela 18. kolovoza, a završila je 15. rujna; podržali su ih Pom Pom Squad i Tommy Genesis. U travnju je također objavila isječke svoje obrade pjesme „Spit” sastava Kittie, koja je izdana 3. svibnja. Dana 15. lipnja 2023. pojavila se s Dannyjem Elfmanom na pjesmi „They'll Just Love You” Stua Brooksa.
Dana 19. srpnja 2023. objavila je singl „Knockoff” i najavila da će peti studijski album Zig biti objavljen 27. listopada 2023. „Motorbike”, treći singl s albuma, objavljen je 12. rujna, a četvrti singl „Hard” izdan je 20. listopada. U studenome je otkriveno da će 2024. podržati sastav Thirty Seconds to Mars tijekom njegove turneje po SAD-u.

## YouTube
Poppy je 6. listopada 2011. otvorila kanal na YouTubeu pod imenom ThatPoppyTV uz kanal Moriah Poppy. Postavljala je obrade pjesama i dnevničke videozapise, no 2014. izbrisala je sve postavljene videozapise i cijeli kanal Moriah Poppy. Dana 4. studenoga 2014. objavila je svoj trenutačno najraniji dostupni videozapis Poppy Eats Cotton Candy, a režirao ga je Titanic Sinclair. Sinclair je izjavio da su ti videozapisi „spoj pop-pristupačnosti Andyja Warhola, jezivosti Davida Lyncha i otkačene humoristične crte Tima Burtona”. O kanalu su raspravljali drugi popularni YouTuberi, među kojima su PewDiePie, Social Repose, Night Mind, Film Theorists, Reaction Time i braća Fine u serijalu React. Pojavila se u epizodi tog serijala u kojoj je reagirala na reakcije djece koja su gledala njezine videozapise. Također se pojavila u epizodi internetskog serijala Good Mythical Morning.
Sinclair je natuknuo da je lik koji Poppy utjelovljuje u promidžbenim videozapisima android i da je djelomično utemeljen na hipotezi o jezovitoj dolini. Poppy je izjavila da njezini videozapisi tvore priču. Osim apstraktnih promidžbenih videozapisa na njezinu se kanalu nalaze njezine pjesme, razne obrade i akustične inačice njezinih pjesama.
U videozapisima se često pojavljuje Charlotte, lutka sintetična glasa koja intervjuira poznate osobe. Uglavnom razgovara s Poppy, ali često se prikazuje i samostalno. U tim se videozapisima prikazuje kako se njihov odnos, nakon što je Poppy postala poznata, pogoršao i kako je Charlotte postala zavidna i ovisna o drogi. Među ostalim su likovima Charlottein sin, lutak kojeg je majka zlostavljala u opijenom bunilu; Plant, bosiljak u lončanici kojemu glas posuđuje Sinclair i koji je jedan od najprisnijih prijatelja Poppy; i Skeleton, plastični kostur i Charlottein diler kojemu glas također posuđuje Sinclair.
Na kanalu se nalazi i animirana miniserija Everybody Wants to Be Poppy, čije je epizode režirao Sinclair, a koju je ilustrirala Melanie Foreman. U njoj Poppy glumi sebe, Sinclair posuđuje glas Rexu, Matt Bennett glumi Phoa, Simon Wilcox glumi Phoebe, a Sam McGuire glumi Wyatta. U seriji Poppy i Rex pokušavaju pronaći „čarobni šejk od kelja”.
I'm Poppy, prva epizoda istoimene najavljene televizijske serije koju je osmislio Sinclair, premijerno je prikazana na Sundanceovu filmskom festivalu 2018. U toj epizodi Poppy napušta internet, odlazi u stvarni svijet i suočava se s problemima slave, među kojima su kultovi, poremećeni obožavatelji, Sotona i njezina ogorčena neprijateljica Charlotte.

## Glazbeni stil i utjecaji
Poppy u svojim pjesmama spaja žanrove kao što su pop, heavy metal, rock, elektronička glazba, industrijalna glazba i eksperimentalna glazba. Preciznije rečeno, u njezinim se pjesmama nalaze obilježja žanrova kao što su electropop, bubblegum pop, nu metal, pop metal, dance-pop, art pop, eksperimentalni pop, synthpop, avangardni pop, dream pop, shoegaze, pop rock, pop punk, hyperpop, hard rock, noise, ambijentalna glazba, grunge, metalcore, alternativni pop, alternativni rock, industrial metal i industrial rock.
Recenzenti je uspoređuju s glazbenicama poput Grimes, Icona Pop, Melanie Martinez i Charli XCX. Poppy je izjavila da njezin glazbeni stil čini „glazba zbog koje želiš vladati svijetom”. Komentirala je i da je nadahnjuju žanrovi kao što su J-pop, K-pop i reggae. U intervjuu s Tiger Beatom izjavila je da je glazbeno nadahnjuju Cyndi Lauper, jednorozi i Elvis Presley. Također je obožavateljica izvođača kao što su Jimmy Eat World, No Doubt, Norma Jean, Blondie, Gary Numan, Of Montreal i Madonna.

## Lik u javnosti
Poppy je izjavila da je za umjetničko ime iskoristila nadimak po kojem ju je zvao prijatelj. Prirodna je brineta, a tijekom karijere bojila je kosu u razne boje, uglavnom kako bi izgled uskladila s estetikom svakog svojeg albuma.
U travnju 2017. na svojim je internetskim stranicama počela prodavati knjigu The Gospel of Poppy, opisanu kao „knjiga mudrosti”.
Poppy je u početku skrivala svoj pravi identitet. Godine 2016. izjavila je: „Ne želim da se priča o tome koliko mi je godina; želim da se priča o tome što stvaram. [...] Ljudi su opsjednuti time da moraju znati sve, pogotovo danas. Trebat će odvojiti nešto vremena kako bi štogod saznali.” Godine 2018. na Twitteru je izjavila da je u početku skrivala svoj identitet jer je u prošlosti bila zlostavljana.

### Prijam
Recenzenti su pohvalili pamtljivost njezine glazbe i izjavili da je njezin lik odvojen od stvarnosti. Racked ju je opisao „dragom, ali neobičnom” i izjavio da su joj pjesme „vesele i stvaraju ovisnost”. Osvrnuvši se na album I Disagree za AllMusic, Neil Z. Yeung nazvao ga je „metalnom olujom koju tvore ujednačeni ritmovi, žestoki rifovi i nemilosrdni breakdowni [...] uz atmosferičnu elektroniku i slatkaste vokale koji podržavaju njezine varljivo ratoborne stihove”. David Mogendorff, nekadašnji zaposlenik YouTubea i Google Play Musica u odsjeku za glazbenike, izjavio je da joj je u glazbi prisutan „jak utjecaj J-[popa] i K-popa”.
Često se smatra da videozapisima na kanalu na YouTubeu komentira zbivanja u društvenim medijima. Godine 2022. Vice je o tom kanalu izjavio: „Ako uz dovoljno strpljenja pogledate sve videozapise na tom kanalu, uočit ćete određene navike. Najočitija je ta da je Poppy opsjednuta internetom i kulturom društvenih medija, za koje tvrdi da joj se sviđaju. No mnogo je zanimljiviji ton njezinih videozapisa, koji je u protekle dvije godine postao mračniji.” Gita Jackson, pišući za Kotaku, zaključila je da videozapisima komentira kako je to biti na internetu. Napisala je: „Na neki je način snimila sve videozapise na YouTubeu. Njezin je kanal kazalo svih mogućih neiskrenih isprika, očajničkih pokušaja za stjecanje pregleda i uvjeravanja da ništa ne bi postigla bez svojih obožavatelja [...]. That Poppy ne samo da žestoko kritizira apsurd ljudi koji zarađuju za život kao poznate osobe na internetu nego se tako odnosi i prema iskustvu bivanja na internetu općenito.” Mogendorff je izjavio da su joj videozapisi „poput kritike društva... dotiču se briga današnjeg života” i da su „zaista zanimljiv oblik komunikacije, istodobno su osobni i neobični”.
Časopis V uvrstio ju je na popis glazbenika koji pripadaju novom glazbenom naraštaju i izjavio je da je time što podsjeća na „dobru vješticu Glindu nadahnula izdavače da se posvete svemu – od 'ljudskog ASMR-a' do 'digitalne zečje rupe' u obliku jedne žene, a čini se da ništa od toga nije toliko uspješno”. Časopis Paper naveo ju je kao jednu od sto žena koje unose revoluciju u pop-glazbu i istaknuo je da „bez obzira na to što Poppy čini, možemo očekivati neočekivano”. Alternative Press uvrstio ju je na popis 20 glazbenika koji su obilježili zvuk nu metala.

## Osobni život
Poppy je na albumu Am I a Girl? između ostalog propitivala svoj rod. U intervjuu održanu 2019. izjavila je da se smatra ženom i da bi se „svi trebali moći identificirati kako odluče”.
U listopadu 2019. počela je hodati s reperom Ghostemaneom. U srpnju 2020. na društvenim je mrežama izjavila da su zaručeni. Par je razvrgnuo zaruke krajem 2021.

## Filmografija

### Filmovi
| Godina | Film            | Uloga | Napomene                             | Izvor   |
| ------ | --------------- | ----- | ------------------------------------ | ------- |
| 2019.  | A Jester's Tale | Poppy | za Sundanceov filmski festival 2019. | [ 191 ] |

### Televizija
| Godina | Serija                               | Uloga                 | Napomene              | Izvor   |
| ------ | ------------------------------------ | --------------------- | --------------------- | ------- |
| 2015.  | Jessie                               | studentica            | cameo                 | [ 192 ] |
| 2019.  | Impulse                              | studentica pjesništva | cameo                 |         |
| 2021.  | The Boulet Brothers' Dragula         | gostujuća sutkinja    | 4. sezona, 4. epizoda | [ 193 ] |
| 2022.  | The Boulet Brothers' Dragula: Titans | gostujuća sutkinja    | 1. sezona, 6. epizoda | [ 194 ] |

### Internet
| Godina | Naslov                      | Uloga | Napomene                  | Izvor   |
| ------ | --------------------------- | ----- | ------------------------- | ------- |
| 2015.  | Everybody Wants to Be Poppy | Poppy | glavna uloga, tri epizode |         |
| 2017.  | Internet Famous with Poppy  | Poppy | glavna uloga, pet epizoda |         |
| 2018.  | I'm Poppy                   | Poppy | glavna uloga              | [ 195 ] |

## Diskografija
Studijski albumi
- Poppy.Computer (2017.)
- Am I a Girl? (2018.)
- I Disagree (2020.)
- Flux (2021.)
- Zig (2023.)
- Negative Spaces (2024.)

## Turneje
- Poppy.Computer Tour (2017. – 2018.)[196][197]
- Am I a Girl? Tour (2018. – 2019.)[198][199]
- Threesome Tour (2019.; s Bring Me the Horizonom i Sleeping with Sirensom)[200]
- I Disagree Tour (2020.)[201]
- Never Find My Place Tour (2022.)[105]
- Godless/Goddess Tour (2023.; s Pvrisom)[120][121]
- Zig Tour (2024.)[202]

## Nagrade i nominacije
| Godina | Organizacija                        | Nagrada                      | Nominacija     | Ishod      | Izvor                |
| ------ | ----------------------------------- | ---------------------------- | -------------- | ---------- | -------------------- |
| 2016.  | Tiger Beat 19 Under 19 Awards       | Najutjecajnija pjesma        | „Lowlife”      | Nominacija | [ 203 ]              |
| 2017.  | Streamy Awards                      | Najbolji novi glazbenik      | Ona sama       | Pobjeda    | [ 25 ] [ 26 ] [ 27 ] |
| 2017.  | Unicorn Awards                      | Legendarni trenutak godine   | Ona sama       | Pobjeda    | [ 204 ]              |
| 2017.  | Unicorn Awards                      | Pjesma godine                | „Computer Boy” | Nominacija | [ 205 ]              |
| 2018.  | Shorty Awards                       | Najbolje od čudnog           | Ona sama       | Pobjeda    | [ 206 ]              |
| 2020.  | Heavy Music Awards                  | Najbolji videozapis          | „Scary Mask”   | Nominacija | [ 207 ]              |
| 2020.  | World of Wonder's 2020 WOWIE Awards | Izvanredna pjesma            | „I Disagree”   | Nominacija | [ 208 ]              |
| 2021.  | Grammy                              | Najbolja metal-izvedba       | „Bloodmoney”   | Nominacija | [ 88 ] [ 89 ] [ 90 ] |
| 2022.  | Kerrang! Awards                     | Najbolji međunarodni izvođač | Ona sama       | Pobjeda    | [ 209 ] [ 210 ]      |

## Napomene
1. ↑  Glazbeni stilovi:
  - pop[16][22][148][149][150][151]
  - heavy metal[148][150][151]
  - rock[149][152]
  - elektronička glazba[153][154]
  - industrijalna glazba[149][153]
  - eksperimentalna glazba[155]
2. ↑  Drugi glazbeni stilovi:
  - electropop[151][64][156]
  - bubblegum pop[25][157]
  - nu metal[97][158][159]
  - pop metal[155][160]
  - dance-pop[150]
  - art pop[161]
  - eksperimentalni pop[152]
  - synthpop[161]
  - avangardni pop[162]
  - dream pop[150][159]
  - shoegaze[159]
  - pop rock[158]
  - pop punk[159]
  - hyperpop[159]
  - hard rock[163]
3. ↑  Preostali glazbeni stilovi
  - noise[164]
  - ambijentalna glazba[165]
  - grunge[159]
  - metalcore[166]
  - "alternative pop"[167]
  - alternativni rock[168]
  - industrial metal[169]
  - industrial rock[150]

## Vanjske poveznice

### Sestrinski projekti
|  | Zajednički poslužitelj ima još gradiva o temi Poppy |

### Mrežna mjesta
- Službene stranice
- Poppy na AllMusicu
- Poppy na IMDb-u